# Günther Wartenberg
Günther Wartenberg (* 17. Mai 1943 in Nordhausen; † 9. Juli 2007 in Leipzig) war ein deutscher evangelisch-lutherischer Theologe und ordentlicher Professor für Reformationsgeschichte und Territorialkirchengeschichte an der Universität Leipzig.

## Leben

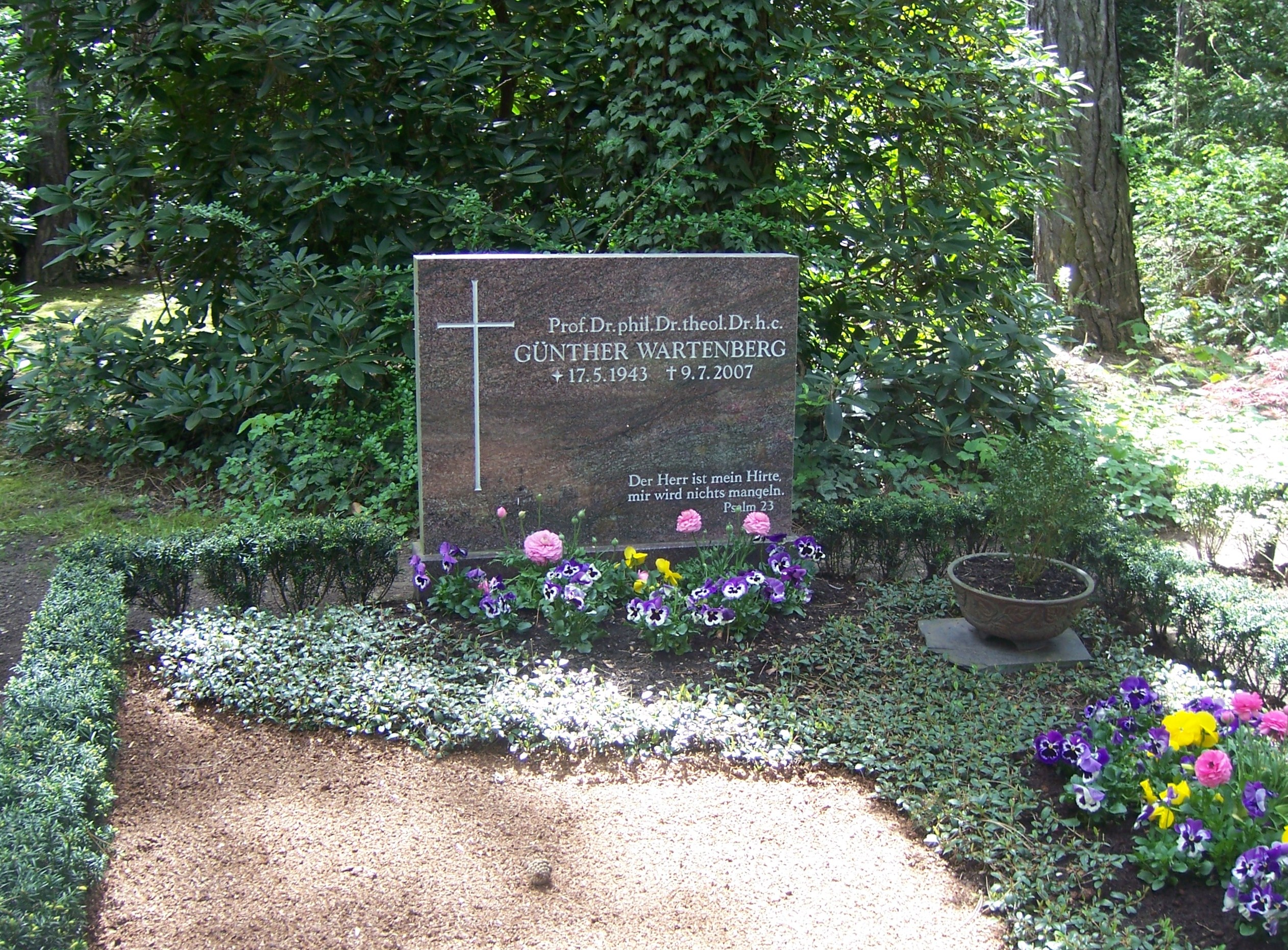
Grabstätte von Günther Wartenberg auf dem Südfriedhof in Leipzig

Wartenberg studierte von 1961 bis 1968 in Leipzig Theologie und klassische Philologie, 1969 erfolgte die Promotion zum Dr. phil. Zunächst Lektor für Griechisch und Latein habilitierte er sich 1982 und wurde 1983 Dozent für neutestamentliche Wissenschaft, seit 1989 als außerordentlicher Professor.
1992 wechselte er als ordentlicher Professor in das Institut für Kirchengeschichte. Seine intime Kenntnis der Universitäts- und Landesgeschichte verschaffte ihm Anerkennung weit über die Grenzen der Theologie hinaus. Er leitete die Arbeit an einer für das 600-Jahr-Jubiläum der Universität Leipzig vorgesehenen mehrbändigen Universitätsgeschichte, zu der er die Abschnitte für die Zeit 1952 bis 1990 beisteuern wollte.
Von 1990 bis 1992 und von 2000 bis 2004 bekleidete Wartenberg das Amt des Dekans der Theologischen Fakultät. Als Prorektor für Lehre und Forschung 1991–1997 gestaltete er wesentlich die Umstrukturierung der Universität mit. Bei der Wahl zum Amt des Rektors unterlag er jedoch 1991 dem Chemiker Cornelius Weiss, 1997 dem Mediziner Volker Bigl und 2003 dem Juristen Franz Häuser nach dem Bigl als Rektor zurückgetreten war. Für seine Verdienste insbesondere auch um die evangelischen Minderheitenkirchen in Ost(mittel)europa wurde ihm 2003 die Ehrendoktorwürde der Babeș-Bolyai-Universität in Cluj-Napoca (Klausenburg) verliehen. Wartenberg arbeitete zudem in zahlreichen Gremien mit, so war er unter anderem Vorsitzender der Arbeitsgemeinschaft für sächsische Kirchengeschichte.
Wartenberg hatte wesentlichen Anteil an der Herausgabe der Politischen Korrespondenz Kurfürst Moritz von Sachsen, welche 2007 vollständig vorlag. Sie war von Erich Brandenburg begonnen worden, der 1900 den ersten Band herausgab.
Für seine Studie Landesherrschaft und Reformation. Moritz von Sachsen und die albertinische Kirchenpolitik wurde er 1991 mit dem Melanchthonpreis der Stadt Bretten ausgezeichnet.

## Schriften (Auswahl)
- Hrsg. mit Jonas Flöter: Die sächsischen Fürsten- und Landesschulen. Interaktion von lutherisch-humanistischem Erziehungsideal und Eliten-Bildung. Leipziger Universitätsverlag, Leipzig 2004.
- Hrsg. mit Jonas Flöter: Die Dresdener Konferenz 1850/51. Föderalisierung des Deutschen Bundes versus Machtinteressen der Einzelstaaten. Leipziger Universitätsverlag, Leipzig 2002.
- Landesherrschaft und Reformation. Moritz von Sachsen und die albertinische Kirchenpolitik bis 1546. Mohn, Gütersloh 1988.